# Ferragus
Ferragus (voller Originaltitel: Ferragus, chef des dévorants, deutsch Ferragus, Chef der Dévorants, Ferragus, das Haupt der Verschworenen, Ferragus, das Haupt der Eidgenossen oder Ferragus, das Haupt der Zerstörer) ist die erste Erzählung aus der Trilogie Die Geschichte der Dreizehn innerhalb der Menschlichen Komödie von Honoré de Balzac. Der Text wurde erstmals im März 1833 in der Revue de Paris veröffentlicht.

## Kurzbeschreibung
Ein junger Kavallerie-Offizier schwärmt insgeheim für eine Börsianer-Gattin, ertappt sie beim Betreten eines Hauses in übler Gegend, stellt ihren Umgang mit einem zwielichtigen Mann fest, der sich letztlich jedoch als ihr Vater entpuppt. Der Vater schützt den bürgerlichen Leumund seiner Tochter und schreckt dabei auch vor mehrfachem Mord nicht zurück. Am Ende sind unter anderem sowohl der Offizier als auch die Börsianer-Gattin tot, während ihr Ehemann und ihr Vater überleben.

## Inhalt
Der junge, noch bei seiner Großmutter lebende Offizier Baron Auguste de Maulincour ist in die verheiratete Clémence Desmarets, mit der er nur „sieben- oder achtmal im Laufe eines Winters ein paar Worte“ gewechselt hat, „insgeheim leidenschaftlich verliebt […], verliebt ohne Hoffnung“. Umso erstaunter ist Auguste, als er die Angeschmachtete eines Abends in einem übel beleumundeten Pariser Viertel ein Haus betreten sieht, denn „es gibt Häuser […], die eine Frau dieser Oberschicht nicht betreten darf, ohne sich den allerschlimmsten Verdächtigungen auszusetzen.“ Auguste versucht, die mit dem Börsenmakler Jules Desmarets verheiratete Clémence auf einem Ball zur Rede zu stellen, blitzt aber ab. „Bis ins Innerste der Seele von Wut erfüllt, […] verließ Auguste alsbald das Fest und schwor sich, diese dunkle Geschichte bis zum letzten zu ergründen.“ Er mutmaßt eine außereheliche Affäre Clémences und macht sich daher seinerseits Hoffnungen, in seiner Liebe erhört zu werden: „Als untreue Frau wurde sie nahbar.“ Während Auguste das Haus, in dem Clémence verschwunden war, beschattet, stellt er sich aufgrund eines Regengusses gemeinsam mit einem Mann unter, der einen Brief verliert, in dem eine gewisse Ida einem gewissen Henri (adressiert als „Ferragus“) mit Selbstmord droht, weil Henri sie verlassen habe. Der Mann verschwindet in dem Haus, in dem auch Clémence verkehrt, Auguste geht ihm nach und erwischt jenen Mann (Ferragus) „in einem geblümten Hausrock, weißen Flanellhosen, schönen gestickten Pantoffeln“ zusammen mit Clémence. Zwar wird Auguste von Clémence erkannt, durch Ferragus nach Ablieferung des Ida-Briefes fortgeschickt, nimmt sich aber vor, Clémence „anderntags einen Besuch zu machen, sie konnte nicht ablehnen, ihn zu empfangen, er war ihr Komplize geworden, er stak mit Händen und Füßen in dieser undurchsichtigen Intrige.“ Als Auguste am Folgetag zu diesem Zweck eine Kutsche besteigt, fällt an einer Baustelle „ein Stein von zwei Fuß im Quadrat“ herab, verfehlt Auguste knapp, so dass Auguste mit ein paar Prellungen davonkommt, doch tötet der Stein Augustes Diener. „Zehn Tage nach diesem Ereignis, bei seiner ersten Ausfahrt“ nach dem Baustellen-Unglück, infolge dessen Auguste Clémence doch nicht besuchte, bricht in voller Fahrt die Wagenachse an Augustes Kutsche: „Zum zweitenmal innerhalb zehn Tagen brachte man ihn der in Tränen aufgelösten alten Dame halbtot“ heim, seiner Großmutter. Auguste lässt die Wagenachse untersuchen; sie wurde manipuliert. Auguste ist nun überzeugt, dass man es auf sein Leben abgesehen hat: „Beide Mordversuche waren mit einer Raffinesse ins Werk gesetzt worden, die überragende Gegner verriet.“ Über den Vitzdom von Pamiers, einen Freund seiner Großmutter, wirbt Auguste „einen alten ausgedienten Figaro“ namens Justin an, der acht Tage später zu berichten weiß, jener Ferragus heiße eigentlich Henri Bourignard, der es vom einfachen Handwerker zum Bauunternehmer gebracht habe, „die Bruderschaft der Dévorants hat ihn dann zu ihrem Chef unter dem Namen Ferragus XXIII. erwählt“: Ferragus ist somit Oberhaupt des Geheimbunds der Dreizehn. Clémence besuche Ferragus „häufig“, so Justin. Der dritte Mordanschlag folgt: Er wird in Form eines Duells verübt, zu dem Auguste aufgrund eines „harmlosen Scherz[es]“ zulasten der Schwester des Duell-Gegners aufgefordert wird. Der Duell-Gegner streckt Auguste mit einem herznahen Schuss nieder und meint: „Die Schwester des Jules César, Monsieur, verdächtigt man nicht ungestraft“; Auguste sieht in dieser Äußerung eine Anspielung darauf, dass er der Frau von Jules Desmarets nachstelle. Rund 14 Tage später erhält Augustes Großmutter „einen mit F. signierten Brief […], in welchem die Geschichte der Spitzeleien, zu denen ihr Enkel sich erniedrigt hatte, Punkt für Punkt berichtet wurde. In diesem Brief wurden Monsieur de Maulincour eines Edelmannes unwürdige Handlungen vorgeworfen“, für die er mit dem Leben bezahlen würde. Auguste schaltet nun die Polizei ein, die eingesteht, sie suche Ferragus seit dreizehn Jahren vergeblich. Auf einem Fest begegnet Auguste Ferragus erneut, der diesmal elegant gekleidet ist, als portugiesischer Graf auftritt und Auguste Kontaktgift ins Haar schmiert, ehe er verschwindet, kurz bevor Clémence vor Augustes Augen auftaucht: „Jetzt erregte dieses teuflische Geschöpf nur mehr Haß in ihm“, dem er zumindest soweit freien Lauf lässt, dass sein Verhalten Fragen bei Clémences Mann Jules aufwirft, der zusammen mit seiner Gemahlin das Fest besucht. Clémence erklärt ihrem Mann gegenüber, Auguste sehe in den Unglücksfällen „die Wirkung einer Verschwörung […], die ich gegen ihn angezettelt habe. Weiter hat er gedroht, dir zu entdecken, welches Interesse ich hätte, ihn zu ermorden. Begreifst du irgend etwas davon? […] Vielleicht will er uns entzweien, um mich eines Tages allein und wehrlos zu sehen.“
Am nächsten Werktag lauert Auguste dem Börsenmakler Jules Desmarets vor der Börse auf, erklärt „lückenlos seine platonische Liebe“ zu Clémence sowie, dass Clémence ihn „möglicherweise vergiften ließ. Ja, Monsieur, seit vorgestern geht etwas Sonderbares mit mir vor; meine Haare filtern mir innerlich durch den Schädel ein Fieber und eine tödliche Schwermut ein, und ich weiß genau, wer der Mann war, der meine Haare während dieses Balles berührt hat.“ Auguste behauptet ferner, der Nachname der im Ida-Brief genannten Vermieterin könne zu Ida und somit zu Ferragus führen. Jules beginnt zwar seine Frau zu kontrollieren, zeigt sich jedoch insgesamt skeptisch gegenüber Augustes Theorien, fühlt sich vorübergehend in seiner Skepsis bestätigt, weil er einen vermeintlichen Brief von Augustes Großmutter empfängt, die schreibt, Auguste zeige „Anzeichen geistiger Störung, und wir fürchten, daß er Ihr Glück durch Wahnbilder belastet“. Ebenfalls im Hause Desmarets taucht allerdings plötzlich Ida auf, Ferragus‘ Ex-Geliebte: Justin hat Ida gegenüber behauptet, dass Clémence die Rivalin der von Ferragus verlassenen Ida wäre, die nicht vorhat, kampflos aufzugeben: „Er ist meine erste Leidenschaft, und hier geht es um meine Liebe und was aus mir wird in Zukunft.“ Idas kurzer Auftritt im Hause Desmarets und der nachfolgende eheliche Stress ziehen Clémences Gesundheit dermaßen in Mitleidenschaft, dass ärztlicher Beistand geholt wird, während Jules mit jenem vermeintlich großmütterlichen Brief, in dem Auguste unter anderem „Anzeichen geistiger Störung“ attestiert werden, bei Augustes Großmutter vorstellig wird, die den Brief als Fälschung bezeichnet, jedoch: „meine Schrift ist so vollkommen nachgeahmt, daß ich mich selber täuschen könnte“. Von Auguste wünscht Jules sich Ferragus‘ Adresse, die Justin laut Idas Andeutungen herausbekommen habe; leider stellt sich heraus, dass Justin just bei einem Verkehrsunfall getötet wurde, worin Auguste einen weiteren Mord Ferragus‘ erblickt. Unbefriedigt kehrt Jules wieder heim, wo er, der inzwischen die Dienerschaft zur Kontrolle seiner Frau Clémence einsetzt, einen chiffrierten Brief an Clémence abfängt. Zur Dechiffrierung wendet Jules sich an Jacquet, einen Freund aus Junggesellentagen, der beruflich Depeschen dechiffriert und den chiffrierten Brief als „Kinderspiel“ bezeichnet, da es sich um die Chiffriermethode der portugiesischen Botschaft anlässlich der Jesuitenvertreibung handle: In dem Brief, so Jacquets Ergebnis, gebe Ferragus seine Adresse als jene der Mutter von Ida Gruget an und terminiere ein Treffen mit Clémence. Jules lässt das erbrochene Siegel des chiffrierten Briefes durch Jacquet wieder richten, so dass Clémence keinen Verdacht schöpft, besticht Idas Mutter, damit er Ferragus und Clémence belauschen kann. Zunächst jedoch belauscht Jules dort in einem Gespräch zwischen Ferragus und einem „Marquis“, dass Ferragus in dem „Seemann, den die Fische gefressen haben“ (dem wahren portugiesischen Grafen, als den Ferragus sich gegenüber Auguste ausgegeben hat) die Lösung seiner Problem sieht: Durch Identitätsraub an dem toten Grafen werde Ferragus „wieder etwas Gesellschaftliches, ein Mensch unter Menschen“. Nachdem der Marquis verschwunden ist, taucht Clémence auf, der gegenüber Ferragus erklärt, „daß zwölf Männer voller Kraft und Klugheit einen Wall um deine Liebe und dein Leben bilden, bereit zu allem, um sie zu erhalten“ – die Dreizehn, die Dévorants, deren Oberhaupt Ferragus ist. Außerdem erfährt der lauschende Jules aus Ferragus‘ Mund, dass Clémence schon seit drei Jahren „gehorsam zu kommen“ pflegt, um ihren „alten Vater zu trösten“. Mehr zu erfahren gelingt Jules nicht, da Mutter Gruget einen Tumult veranstaltet: Ihre Tochter Ida hat ihr einen Abschiedsbrief geschrieben, in dem sie sich zu ertränken droht. Wegen dieses Tumults entdeckt Clémence, dass ihr Mann sie belauscht hat, kehrt nun gesundheitlich noch angeschlagener ins Desmarets-Haus zurück, „ist auf den Tod erkrankt“, so ein Arzt: „Da ist eine Krankheit des Gemüts, die fortgeschritten ist und den leiblichen Zustand kompliziert, der ohnehin gefährlich genug war, aber durch Unvorsichtigkeiten noch verschlimmert worden ist“ wie den Ausflug zu Ferragus‘ Zufluchtsort. Elf Tage und Nächte wacht Jules bei seiner sterbenden Frau, will Auguste wegen der Zerstörung seines Eheglücks zum Duell fordern, findet dessen Großmutter todeskrank vor Gram, Auguste aufgrund der Wirkung des Kontaktgifts in desolatem Zustand vor: „Keine Spur von Intelligenz mehr, weder auf der Stirn noch in einem Gesichtszug; […] dies war ein eingeschrumpfter, zerstörter Mensch, angelangt bei dem Zustand der Mißgestalten, die im Naturkundemuseum in alkoholgefüllten Gläsern schwimmen.“ Clémence, ebenso im Sterben liegend wie Auguste und dessen Großmutter, enthüllt Jules, dass sie von ihrer Mutter „wenige Tage vor ihrem Tod“ mitgeteilt bekommen habe, dass Ferragus ihr Vater wäre: „nun erfuhr ich, daß es in Paris einen Mann gab, dessen ganzes Leben, ganze Liebe ich war […]. Wäre es nicht möglich, daß meine Herkunft die Reinheit deiner Liebe schmälert, schwächt, verringert? Diese Furcht kann nichts in mir zerstören. Dies, Jules, ist die Ursache meines Todes. Ich könnte nicht leben, wenn ich an einem Wort, einem Blick von dir zweifeln müßte; ein Wort, das du vielleicht niemals aussprichst, ein Blick, den du vielleicht nie getan hättest; aber was willst du? Ich fürchte sie. Ich sterbe geliebt, das ist mein Trost“. An ihrem Totenbett weilen außer ihrem Mann Jules noch dessen Freund Jacquet sowie Clémences Vater Ferragus. Nach Clémences Beisetzung sterben auch Augustes Großmutter und Auguste. Bevor Clémences Urne beigesetzt werden kann, kommt es jedoch noch zu bürokratischen Seitenhieben des Autors: „Gewissermaßen nach Abschluß der Handlung endet der Roman mit einer heftigen Anklage der verknöcherten Bürokratie der Pariser Behörden. Nur dank dem Geheimbund der Dreizehn […] kann die Macht des Beamtenstaates außer Kraft gesetzt werden“, und Clémence wird den Wünschen ihres Mannes entsprechend eingeäschert beigesetzt in einer Urne, deren Inschrift die Dreizehn aufführt, von denen einer jedoch „moribund“ wäre. Tatsächlich begegnet Jules Desmarets dem Dreizehne-Oberhaupt noch einmal wieder, als geistig derangiertem Maskottchen eines Boule-Spiels: „Sein Mund stand offen, sein Blick zeigte keine Spur von Denken, in seinem Gang war kein rechter Halt“.

## Textanalyse
Bei Ferragus handelt es sich um einen auktorial erzählten Kurzroman, der teilweise auch als Erzählung bezeichnet wird. Ort der Handlung ist Paris. Die erzählte Zeit beginnt Anfang Februar 1820 und endet frühestens im Spätfrühling des gleichen Jahres. Die in Rückblenden dargelegte Vergangenheit und Herkunft der Protagonisten reicht jedoch weit vor das Jahr 1820 zurück.

### Themen
Gleich Vater Goriot entfaltet sich die Handlung von Ferragus in einer Gesellschaft des aufkommenden Kapitalismus, die auf Ruhm, Macht und Schein des Dekors ausgerichtet ist. Wie auch in den anderen Teilen der Trilogie Geschichte der Dreizehn gelingt es Balzac hierbei, „mit wenigen Sätzen plastische Bilder des jeweiligen Milieus zu geben, in dem er seine Personen agieren lässt“, so dass „die sozialen Widersprüche in aller Kraßheit gezeigt werden“, wobei mit der „bitteren Satire“ um die Feuerbestattung Clémences gegen Ende des Romans „Balzac gleichsam einen Kafka vorwegzunehmen“ scheint.
Ebenso wie in den anderen Teilen der Geschichte der Dreizehn geht es aber nicht nur um die Sitten in Paris oder die Bräuche der französischen Eliten, wo „die Welt des geprägten Goldes versuchte, die Salons des getriebenen Goldes zu übertrumpfen“, sondern auch um die Spielarten der Liebe: Neben der platonischen Liebe Augustes zu Clémence und der väterlichen Liebe Ferragus‘ zu Clémence ist hierbei die eheliche Liebe zwischen Clémence und Jules hervorzuheben, deren Stärke – gegenseitiges Vertrauen – gleichzeitig ihren Untergang bedeutet, als das Vertrauen von außen untergraben wird. „Vertrauen ist die Tugend der Liebe“, stellt Clémence an einer Textstelle gegenüber ihrem Gatten fest: das Vertrauen, jemandem alles sagen zu können, aber auch das bleibende Vertrauen, falls man nachweislich nicht alles gesagt bekommt. Einmal untergraben, führt das fehlende Vertrauen bei Jules dazu, dass er alles in Verdacht zieht, „und er durchmaß die grenzenlosen Felder, das uferlose Meer des Mißtrauens“, muss seiner Ansicht nach täuschen und trügen: „Wie auch Clémence täuschte und trog.“ So kommt es, dass eine auf enormem gegenseitigen Vertrauen basierende glückliche Ehe durch die Saat des Misstrauens zutiefst unglücklich wird und die Ehepartner, „einer so unglücklich wie der andere, sich gegenseitig täuschen zu müssen“.

### Figuren
Titelfigur
- Ferragus XXIII. (Taufname: Henri Bourignard): Mit Ferragus, der ähnlich der Titelfigur von Balzacs Vater Goriot nur für das Glück seiner Tochter lebt, lässt Balzac „einen in der Literatur nicht unbekannten Typ“ auftreten: „den entwichenen, für tot gehaltenen Sträfling, der in immer neuen Verkleidungen wieder auftaucht.“[52] Eigentlich zu zwanzig Jahren Zwangsarbeit verurteilt, ist Ferragus während eines Gefangenentransports entkommen und zum Zeitpunkt der Handlung seit 13 Jahren flüchtig.[14] Die den Freimaurern nahestehenden,[53] zum Zeitpunkt der Veröffentlichung laut Balzac restlos verschwunden[54] Dévorants haben den bis zur Skrupellosigkeit durchsetzungsstarken Ferragus zu ihrem Anführer gewählt, der seinem Schwiegersohn Jules Hochachtung abnötigt zu einem Zeitpunkt, als Jules noch gar nicht weiß, dass es sich bei dem Dévorants-Chef um einen angeheiraten Verwandten handelt: Jules sieht in Ferragus einen Mann, „der so unglaublich schlau, so logisch in seinen kleinsten Handlungen ist, der sogar unsere Gedanken sieht, ahnt, berechnet, errät“.[49] Ferragus geht über Leichen bei dem Versuch, die Herkunft seiner Tochter Clémence zu verschleiern, denn er „glaubt durch die Verheiratung seiner Tochter mit Desmarets seinen Wunschtraum von einem guten bürgerlichen Leben mittelbar auch für sich verwirklichen zu können. Dieses Motiv fließt zweifellos ein in die Liebe zu seiner Tochter und veranlaßt ihn, der Familie Desmarets ein ruhiges, sorgenfreies Dasein zu bereiten, jene Störung dieser Idylle mit allen Mitteln zu verhindern“, die Augustes Verhalten bedeuten kann.[41] Seiner Tochter gegenüber stellt Ferragus sogar fest, dass er für sie „Paris in Brand setzen“ würde: „Du weißt, was ein Liebhaber, aber nicht, was ein Vater ist.“[34] Das Äußere seiner Titelfigur schildert Balzac eher abstoßend: „Dieser große, hagere Mann, dessen bleifarbenes Gesicht tiefe, eiskalte Gedanken verriet, ließ das Mitgefühl im Herzen der Neugierigen ersterben durch seine von Ironie geprägte Haltung und einen schwarzen Blick […], und sein gefurchter haarloser Schädel hatte eine ferne Ähnlichkeit mit einem Granitquader. Ein paar graue Strähnen hingen zu Seiten des Kopfes glatt herab auf den Kragen […] Er glich Voltaire wie dem Don Quixotte, war spöttisch und melancholisch, voller Geringschätzung und Philosophie […]. Sein Bart war lang […], ließ einen ausladenden, stark gefurchten Hals mit seildicken Venen sehen. Ein breiter bläulichbrauner Ring lag um seine Augen. Er schien mindestens sechzig zu sein“[55] und hat eine hyänenhaft pfeifende Stimme.[15]

Weitere Hauptfiguren
- Baron Auguste de Maulincour: Dieser 23-jährige[56] höhere Kavallerie-Offizier der königlichen Garde[57] wurde seit 1804 von seiner Großmutter erzogen, bei der er zum Zeitpunkt der Handlung noch wohnt.[56] Er ist ein schüchterner Träumer, „der zu süßer Schwermut neigte“,[58] und zeigt eine „weltfremde, umwölkte Miene, jene stumme Verachtung des Daseins“,[59] die ihn zum Außenseiter macht. Um seine Sensibilität zu kaschieren, trumpft er mit einer Selbstsicherheit auf, die nur Schein ist.[58] „Dieser blasse junge Mann, eine hochgewachsene, schmale, beinahe zarte Erscheinung, ein Mann von Ehre und wahrem Mut übrigens, der sich im Duell schlug, ohne um Ja oder Nein zu feilschen, hatte noch auf keinem Schlachtfeld gestanden, trug im Knopfloch aber das Kreuz der Ehrenlegion.“[60]
- Clémence Desmarets: Die bezaubernde,[3] anmutige,[57] kunstsinnige und empfindsame[61] Gattin des Börsenmaklers Jules Desmarets hat weiße Schultern[62] und eine wunderbare „Silberstimme“,[63] aber aufgrund ihrer zweifelhaften Herkunft „keinen Zivilstand, ihr Name […], ihr Alter waren in einer beglaubigten Akte festgelegt.“[64] Im Alter von 19 Jahren hat Clémence ihren künftigen Gatten Jules kennen und lieben gelernt,[65] der zu diesem Zeitpunkt bloßer Angestellter bei einem Börsenmakler war.[66] Kurz nach der Heirat riet die zum Zeitpunkt der Handlung verstorbene Mutter Clémences, „die vor der Welt für deren Patin galt, Jules Desmarets, die Charge eines Börsenmaklers zu erwerben, und versprach, ihm das nötige Kapital dafür zu beschaffen“, auch wenn sie die Geldquelle nicht nennt: Ferragus. „In vier Jahren war Jules Desmarets einer der reichsten Teilhaber seiner Gesellschaft geworden“[67] und finanziert so Clémences „Hang zum Luxus.“[61]
- Jules Desmarets: Der bescheidene[66] Ehemann der Clémence Desmarets ist „genügsam, geizig mit seiner Zeit, den Vergnügungen abhold“[68] und „einer der zielbewußten jungen Männer, die über Leichen gehen“ und Widerstände „mit der Geduld einer Kellerassel überwinden“[2] – eine Hartnäckigkeit, die an jene Hartnäckigkeit erinnert, mit der Ferragus Angriffe auf Jules und Clémence abwehrt. Zum Zeitpunkt der Handlung verkehrt Jules als Börsenmakler des Baron Nucingen in höchsten Kreisen, obgleich er erst „fünf Jahre vor seiner Heirat bei einem Börsenmakler eingestellt worden“ war[2] und Erfahrungen in dem Metier sammeln konnte. „Seine Stirn war ruhig und klar; der Schnitt des Gesichtes sanft, aber ausdrucksvoll“.[66]

Nebenfiguren (Auswahl)
- Baronin de Maulincour: Die Großmutter von Auguste ist „eine liebevolle und fromme Frau“,[69] eine vornehme Dame mit einer „starrköpfigen Nobilität“.[56] Seit 60 Jahren ist sie mit dem Vitzdom von Pamiers befreundet,[56] dem Hauptratgeber Augustes.
- Vitzdom von Pamiers: Der 67-jährige[69] ehemalige Kommandeur des Malteserordens[56] ist seit 60 Jahren Freund der Baronin de Maulincour,[56] „ein äußerst geistvoller Mann“[15] und predigt Auguste „auf seine Art Moral“,[69] die eher altbacken ist; mangels Alternative ist er dennoch der Hauptratgeber Augustes.
- Justin: Dieser Bekannte des Vitzdom von Pamiers ist „ein kleiner Alter mit Berlocken und einem Korsett“.[22] Zur Aufklärung der Affäre um Clémence empfiehlt der Vitzdom seinem Schützling Auguste diesen „alten ausgedienten Figaro, den gewieftesten Fuchs, der je menschliche Gestalt annahm, früher einfallsreich wie ein Teufel, wendig wie ein Sträfling, flink wie ein Dieb, listig wie eine Frau, aber mangels Gelegenheit dem Verfall seines Genies anheimgegeben.“[70]
- Ida Gruget: Diese Ex-Geliebte Ferragus‘ und Korsettschneiderin[71] ist „eine Pariser Grisette […], jung, hübsch, appetitlich, aber Grisette, und zwar Grisette mit Klauen und Krallen, kühn wie eine Spanierin, zänkisch wie eine prüde Engländerin, die ihre ehelichen Rechte behauptet, kokett wie eine große Dame, nur offenherziger und zu allem bereit“.[72] Ida fragt sich erbost, wozu Clémence „Monsieur Ferragus alle Tage besuchen kommen“ muss,[73] und wittert in Clémence eine Nebenbuhlerin. Ida hat „ein feines Gesicht, rosige Wangen, weiße Haut, sprühende graue Augen, eine runde, gewölbte Stirn, sorglich geglättetes Haar“.[73]
- Claude-Joseph Jacquet: Dieser Freund Jules‘ aus Junggesellentagen ist „ein rechtschaffener, fleißiger und sittenstrenger“ Archivar im französischen Außenministerium, wo er unter anderem für Geheimkorrespondenzen und Depeschen-Dechiffrierung zuständig ist.[74]

## Deutschsprachige Textausgaben (Auswahl)
- Ferragus, das Haupt der Verschworenen. In: Geschichte der Dreizehn. (= Die menschliche Komödie. Band 7.) Übersetzung: Ernst Hardt. 2. Auflage. Insel-Verlag, Frankfurt am Main 2016. ISBN 978-3-458-33607-5, S. 17–160.
- Ferragus, das Haupt der Verschworenen. In: Geschichte der Dreizehn. 3 Erzählungen. Übersetzung: Ernst Hardt. Kiepenheuer, Weimar 1985. S. 13–156.
- Ferragus, Chef der Dévorants. In: Geschichte der Dreizehn. Übersetzung: Christel Gersch. Aufbau-Verlag, Berlin 1976. S. 13–166.
- Ferragus. In: Die menschliche Komödie, Sittenstudien, Szenen aus dem Pariser Leben, Die Geschichte der Dreizehn, Band 1. Übersetzung: Ernst Sander. Goldmann, München 1967. S. 13–142.
- Ferragus, das Haupt der Eidgenossen. In: Die Geschichte der Dreizehn, Vater Goriot, Oberst Chabert. (= Die menschliche Komödie. Band 6.) Übersetzung: Ernst Hardt. Insel, Leipzig 1924. S. 7–148.
- Ferragus, das Haupt der Zerstörer. In: Geschichte der Dreizehn. Übersetzung: Victor von Koczian. Rowohlt, Berlin 1924. S. 15–184.

## Filmadaptionen
- Ferragus (1910), Regie: André Calmettes (1861–1942).[75]
- Ferragus (1920), Regie: Giovanni Enrico Vidali (1869–1937).[76]
- Ferragus – il principe mendicante (1920), Regie: Ubaldo Maria Del Colle.[77]
- Ferragus (1923), Regie: Gaston Ravel.[78]